# Saint-Just, Ain
Saint-Just este o comună în departamentul Ain din estul Franței.